# شیبا یوشی‌کادو

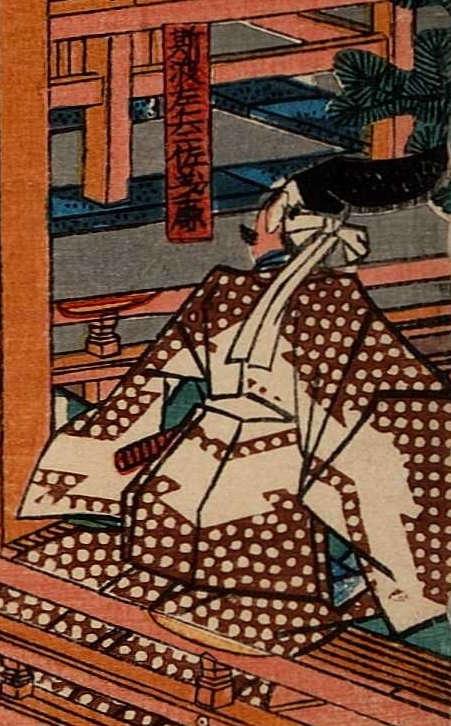
اودا توشی‌سادا شیبا یوشی‌کادو فرماندار ولایت اُواری

شیبا یوشی‌کادو (به ژاپنی: 斯波義廉); (زمان تولد ۱۴۴۵- مرگ نامشخص) یک سامورایی، کانری (معاون شوگون)، شوگودایمیو، شوگوی (فرماندار) یازدهمین فرماندار ولایت اُواری، ولایت اچیزن و ولایت توتومی در اواخر دوره موروماچی و از اهالی ژاپن بود. وی در اصل منتسب به یک شاخه از خاندان آشیکاگا بنام خاندان شیبوکاوا و پسر شیبوکاوا یوشی کانه بود.
در سال ۱۴۵۹ فرماندار ولایت اُواری بنام شیبا یوشی‌توشی با معاون خود کای جوشچی در طی نبرد چوروکو درگیر شد. این نبرد موجب خشم آشیکاگا یوشی‌ماسا (۱۴۳۵–۱۴۹۰) هشتمین شوگون در شوگون‌سالاری آشیکاگا شد و او را از منصب خود برکنار کرد و بجای او پسر یوشی‌ماسا بنام شیبا یوشی‌هیرو به مدت دو سال تا سال ۱۴۶۱ جانشین پدرش شد. در این سال شوگون او را نیز برکنار کرد و یوشی‌کادو را به عنوان فرماندار اُواری، اچیزن و توتومی منصوب کرد. در درگیری که پس از آن در سال ۱۴۶۸ و در طی شورش اونین رخ داد شیبا یوشی‌کادو به سپاه غربی ملحق شد. یوشی کادو در این درگیری در برابر سپاه شرقی و دهمین رهبر خاندان شیبا و فرماندار اُواری در سپاه شرقی شیبا یوشی‌توشی قرار گرفت.
در سال ۱۴۷۵ شیبا یوشی‌کادو از کیوتو به ولایت اُواری آمد و در آن زمان در محل اقامت فرماندار در قلعه اوریزو ساکن شد از همین زمان به عنوان شوگودای (معاون فرماندار) مشغول به کار شد. در سال ۱۴۷۶ قلعه اوریزو به علت درگیری‌های بین خاندان اودا سوخت و از بین رفت.
در سال ۱۴۷۸ به فرمان شوگون‌سالاری آشیکاگا اودا توشی‌هیرو از مقام معاونی فرماندار اخراج شد و اودا توشی‌سادا که تا بحال زیردست شوگودای بود، بجای او به این مقام منصوب شد. توشی‌هیرو به همراه ارباب خود یوشی‌کادو این فرمان را نپذیرفتند. در این زمان قلعه کیوسو که مقر فرمانداری جدید شده بود و نزدیک به پایین ولایت اُواری قرار داشت، مورد حمله قرار گرفت و اودا توشی‌سادا توانست قلعه را تصرف کند اما دو ماه بعد توشی‌هیرو دوباره توانست قلعه را بازپس بگیرد. سرانجام مداخله شوگون‌سالاری آشیکاگا توسط دو طرف درگیری نادیده گرفته شد و آنها ولایت اُواری را به دو قسمت بالایی و پایینی که هر کدام دارای چهار بخش بود، تقسیم کرده و توشی‌سادا به عنوان معاون فرماندار چهار بخش پایینی درآمد.
در سال ۱۴۷۹ توشی‌هیرو قلعه ایواکورا را در نزدیک ولایت مینو بنا کرد و محل اقامت خود قرار داد و قلعه کیوسو به عنوان محل اقامت شوگودای جدید چهار بخش پایینی ولایت اُواری، یعنی توشی‌سادا درآمد.